# Поклонський Олександр Володимирович
Олекса́ндр Володи́мирович Покло́нський (нар. 22 січня 1975, Дніпропетровськ, УРСР, СРСР) — український футболіст, захисник. Заслужений тренер України. З 25 грудня 2021 року — головний тренер клубу «ВПК-Агро».

## Ігрова кар'єра
Більшу частину своєї кар'єри провів у вітчизняних клубах Вищої та Першої ліг. Перед закінченням виступів грав у Казахстані та Азербайджані за місцеві команди.
У складі збірної України зіграв 1 матч — 17 квітня 2002 року вийшов на заміну у матчі проти збірної Сербії та Чорногорії.

## Тренерська кар'єра
У 2017—2019 роках був головним тренером клубу «Дніпро» (Дніпропетровськ). У 2021 році був головним тренером клубу «Нікополь».
З 25 грудня 2021 року — головний тренер клубу «ВПК-Агро».

## Досягнення
- Бронзовий призер чемпіонату України (2): 2000/2001; 2003/2004

- Фіналіст Кубку України (2): 1997, 2004